# Elephantomyia
Elephantomyia is een geslacht van steltmuggen. De wetenschappelijke naam van het geslacht is voor het eerst geldig gepubliceerd door Carl Robert Osten-Sacken in 1860. Hij plaatste als eerste soort in dit geslacht Limnobiorhynchus canadensis Westwood, 1835 die voorkomt in Canada en het noordoosten van de Verenigde Staten (New York).
In dit geslacht worden vier ondergeslachten onderscheiden:
- Elephantomyia sensu stricto
- Elephantomyina
- Elephantomyodes
- Xenoelephantomyia

Er zijn meer dan 130 bestaande Elephantomyia-soorten gekend. De meeste daarvan komen voor in tropische gebieden, maar er komen ook soorten voor in de Palearctische en Nearctische gebieden. Fossiele soorten zijn gekend sedert het Eoceen.
De soorten komen voor in beboste streken. Ze leven vooral in loofwoud en gemengd woud, minder vaak in naaldwoud. De larven van sommige soorten, waaronder Elephantomyia aurantiaca in het Afrotropisch gebied, leven in mossenmatten langs rivieren; andere soorten hebben xylobionte larven die zich ontwikkelen in dood hout, bij voorkeur in vochtige omstandigheden.

## Soorten
Deze lijst van 126 stuks is mogelijk niet compleet.

### OndergeslachtElephantomyia
- E. (Elephantomyia) adirondacensis (Alexander, 1943)
- E. (Elephantomyia) alticola (Alexander, 1925)
- E. (Elephantomyia) angustissima (Alexander, 1931)
- E. (Elephantomyia) arcuaria (Alexander, 1945)
- E. (Elephantomyia) argentipleura (Alexander, 1970)
- E. (Elephantomyia) atropleura (Alexander, 1955)
- E. (Elephantomyia) aurantiaca (Alexander, 1917)
- E. (Elephantomyia) banksi (Alexander, 1927)
- E. (Elephantomyia) barda (Alexander, 1955)
- E. (Elephantomyia) boliviensis (Alexander, 1930)
- E. (Elephantomyia) brunneipennis (Alexander, 1938)
- E. (Elephantomyia) carbo (Alexander, 1938)
- E. (Elephantomyia) ceratocheiloides (Alexander, 1930)
- E. (Elephantomyia) cinctiventris (Alexander, 1967)
- E. (Elephantomyia) clitellaria (Alexander, 1929)
- E. (Elephantomyia) corniculata (Ribeiro and Souza Amorim, 2002)
- E. (Elephantomyia) curtirostris (Alexander, 1947)
- E. (Elephantomyia) chionopoda (Alexander, 1943)
- E. (Elephantomyia) chiriquiana (Alexander, 1945)
- E. (Elephantomyia) decincta (Alexander, 1962)
- E. (Elephantomyia) dietziana (Alexander, 1930)
- E. (Elephantomyia) dikopos (Alexander, 1974)
- E. (Elephantomyia) distinctior (Alexander, 1952)
- E. (Elephantomyia) edwardsi (Lackschewitz, 1932)
- E. (Elephantomyia) filiform (Walker, 1865)
- E. (Elephantomyia) flaveola (Pierre, 1924)
- E. (Elephantomyia) flavicolor (Alexander, 1958)
- E. (Elephantomyia) fumipes (Alexander, 1928)
- E. (Elephantomyia) fuscodorsata (Alexander, 1955)
- E. (Elephantomyia) garrigouana (Alexander, 1951)
- E. (Elephantomyia) glabrata (Alexander, 1956)
- E. (Elephantomyia) grahami (Alexander, 1957)
- E. (Elephantomyia) hargreavesi (Alexander, 1930)
- E. (Elephantomyia) hokkaidensis (Alexander, 1924)
- E. (Elephantomyia) hoogstraaliana (Alexander, 1951)
- E. (Elephantomyia) humilis (Alexander, 1931)
- E. (Elephantomyia) inaequistyla (Alexander, 1974)
- E. (Elephantomyia) insolita (Alexander, 1940)
- E. (Elephantomyia) insularis (Edwards, 1912)
- E. (Elephantomyia) inulta (Alexander, 1938)
- E. (Elephantomyia) isakana (Alexander, 1955)
- E. (Elephantomyia) juquiensis (Alexander, 1945)
- E. (Elephantomyia) krivosheinae (Savchenko, 1976)
- E. (Elephantomyia) laetifica (Alexander, 1960)
- E. (Elephantomyia) laticincta (Alexander, 1970)
- E. (Elephantomyia) luculenta (Alexander, 1928)
- E. (Elephantomyia) luteiannulata (Alexander, 1939)
- E. (Elephantomyia) luteipennis (Alexander, 1934)
- E. (Elephantomyia) maculistigma (Enderlein, 1912)
- E. (Elephantomyia) meridionalis (Alexander, 1913)
- E. (Elephantomyia) montana (Alexander, 1934)
- E. (Elephantomyia) mossambica (Alexander, 1960)
- E. (Elephantomyia) multisignata (Alexander, 1965)
- E. (Elephantomyia) multizona (Alexander, 1971)
- E. (Elephantomyia) neavei (Alexander, 1920)
- E. (Elephantomyia) niphopoda (Alexander, 1971)
- E. (Elephantomyia) nitidithorax (Alexander, 1920)
- E. (Elephantomyia) niveipes (Alexander, 1964)
- E. (Elephantomyia) orthorhabda (Alexander, 1971)
- E. (Elephantomyia) ovalistigma (Alexander, 1956)
- E. (Elephantomyia) palmata (Alexander, 1947)
- E. (Elephantomyia) panamensis (Oosterbroek, 2009)
- E. (Elephantomyia) pauliani (Alexander, 1959)
- E. (Elephantomyia) pendleburyi (Edwards, 1928)
- E. (Elephantomyia) pertenuis (Alexander, 1970)
- E. (Elephantomyia) pictithorax (Alexander, 1930)
- E. (Elephantomyia) pictivena (Alexander, 1961)

- E. (Elephantomyia) pictiventris (Alexander, 1946)
- E. (Elephantomyia) pleurolineata (Alexander, 1956)
- E. (Elephantomyia) primitiva (Alexander, 1943)
- E. (Elephantomyia) primogenia (Alexander, 1948)
- E. (Elephantomyia) pringlei (Alexander, 1958)
- E. (Elephantomyia) pseudosimilis (Alexander, 1921)
- E. (Elephantomyia) satura (Alexander, 1956)
- E. (Elephantomyia) scimitar (Alexander, 1971)
- E. (Elephantomyia) schwetzi (Alexander, 1930)
- E. (Elephantomyia) serotina (Alexander, 1930)
- E. (Elephantomyia) serrulifera (Alexander, 1949)
- E. (Elephantomyia) setosa (Alexander, 1956)
- E. (Elephantomyia) setulistyla (Alexander, 1938)
- E. (Elephantomyia) sordidipes (Alexander, 1962)
- E. (Elephantomyia) subhumilis (Alexander, 1938)
- E. (Elephantomyia) subterminalis (Alexander, 1954)
- E. (Elephantomyia) takachihoi (Ito, 1948)
- E. (Elephantomyia) tarsalba (Alexander, 1929)
- E. (Elephantomyia) tenuissima (Alexander, 1944)
- E. (Elephantomyia) tetracantha (Alexander, 1954)
- E. (Elephantomyia) tigriventris (Alexander, 1942)
- E. (Elephantomyia) tomicola (Alexander, 1957)
- E. (Elephantomyia) unicincta (Alexander, 1962)
- E. (Elephantomyia) vesca (Ribeiro and Souza Amorim, 2002)
- E. (Elephantomyia) wahlbergi (Bergroth, 1888)
- E. (Elephantomyia) westwoodi (Osten Sacken, 1869)
- E. (Elephantomyia) zonata (Savchenko, 1976)

### OndergeslachtElephantomyina
- E. (Elephantomyina) supernumeraria (Alexander, 1921)

### OndergeslachtElephantomyodes
- E. (Elephantomyodes) affluens (Alexander, 1949)
- E. (Elephantomyodes) angusticellula (Alexander, 1936)
- E. (Elephantomyodes) argenteocincta (Walker, 1856)
- E. (Elephantomyodes) argyrophora (Alexander, 1947)
- E. (Elephantomyodes) aurantia (Brunetti, 1918)
- E. (Elephantomyodes) brachyrhyncha (Alexander, 1947)
- E. (Elephantomyodes) daedalus (Alexander, 1947)
- E. (Elephantomyodes) delectata (Walker, 1864)
- E. (Elephantomyodes) diligens (Alexander, 1947)
- E. (Elephantomyodes) egregia (de Meijere, 1913)
- E. (Elephantomyodes) fulvithorax (Alexander, 1971)
- E. (Elephantomyodes) fumicosta (Alexander, 1922)
- E. (Elephantomyodes) fuscomarginata (Enderlein, 1912)
- E. (Elephantomyodes) handschini (Alexander, 1936)
- E. (Elephantomyodes) hyalibasis (Alexander, 1947)
- E. (Elephantomyodes) infumosa (Alexander, 1935)
- E. (Elephantomyodes) mackerrasi (Alexander, 1934)
- E. (Elephantomyodes) major (Alexander, 1923)
- E. (Elephantomyodes) nana (Alexander, 1951)
- E. (Elephantomyodes) nigriceps (Edwards, 1926)
- E. (Elephantomyodes) nigriclava (Edwards, 1933)
- E. (Elephantomyodes) nigropedata (Alexander, 1956)
- E. (Elephantomyodes) percuneata (Alexander, 1973)
- E. (Elephantomyodes) ruapehuensis (Alexander, 1923)
- E. (Elephantomyodes) samarensis (Alexander, 1925)
- E. (Elephantomyodes) sophiarum (Ito, 1948)
- E. (Elephantomyodes) suffusa (Alexander, 1971)
- E. (Elephantomyodes) tasmaniensis (Alexander, 1928)
- E. (Elephantomyodes) tayloriana (Alexander, 1935)
- E. (Elephantomyodes) zealandica (Edwards, 1923)

### OndergeslachtXenoelephantomyia
- E. (Xenoelephantomyia) penai (Alexander, 1965)